# Cherbourg-en-Cotentin
Cherbourg-en-Cotentin – miasto i gmina we Francji, w regionie Normandia, w departamencie Manche, port nad kanałem La Manche, na półwyspie Cotentin. W 2013 roku liczba ludności wynosiła 80 978 mieszkańców.
Gmina została utworzona 1 stycznia 2016 roku z połączenia pięciu ówczesnych gmin: Cherbourg-Octeville, Équeurdreville-Hainneville, La Glacerie, Querqueville oraz Tourlaville. Siedziba gminy ulokowana została na terenie dawnej gminy Cherbourg-Octeville.

## Charakterystyka
W Cherbourg-en-Cotentin dominuje przemysł stoczniowy, metalowy, maszynowy i elektrotechniczny. Mieści się tutaj baza wojskowa. Miejscowość posiada porty: wojenny (od XVII wieku), pasażerski, handlowy, rybacki oraz jachtowy.

## Turystyka
W Cherbourg-en-Cotentin znajduje się kąpielisko morskie. W miejscowości mieszczą się muzea, między innymi Thomasa Henry'ego z kolekcją malarstwa. Do zabytków należą między innymi późnogotycki kościół La Trinité (z XV-XVI wieku).

## Miasta partnerskie
- Poole, Wielka Brytania
- Sarh, Czad
- Deva, Rumunia
- Bremerhaven, Niemcy